# Кабраль, Густаво
Густа́во Даниэ́ль Кабра́ль (исп. Gustavo Daniel Cabral; род. 14 октября 1985 года) — аргентинский футболист, центральный защитник клуба «Пачука».

## Клубная карьера
Кабраль родился в Исидро-Касанова и сыграл свой первый матч на профессиональном уровне в 2003 году за «Расинг» из Авельянеды. До 2008 года он отыграл за этот клуб 112 матчей, пока не перешёл в «Ривер Плейт». Кабраль был постоянным игроком основы в сезоне 2007/08, когда «Ривер Плейт» выиграл чемпионат Аргентины.
В июне 2010 года обострились отношения Кабраля с болельщиками клуба, и игрок покинул Аргентину и перебрался в мексиканский «Эстудиантес Текос». Несмотря на регулярную игру в основе нового клуба, Кабраль вернулся на родину и подписал контракт с «Арсеналом» из Саранди.
10 августа 2011 года не проходивший в состав Кабраль был отправлен в аренду в испанский «Леванте» на остаток сезона. Свой дебютный матч в Испании он сыграл 3 декабря, выйдя в перерыве на замену в матче против «Барселоны» (0:5).
13 июня 2012 года Кабраль был вновь отправлен в аренду в Испанию, на этот раз в «Сельту». Летом 2013 года он подписал с клубом полноценный контракт.

## Достижения
Ривер Плейт:
- Чемпион Аргентины: Клаусура 2008

 Аргентина (до 20):
- Чемпион мира среди молодёжных команд: 2005